# Gatlang
Gatlang (nepalski: गत्लाङ) – gaun wikas samiti w środkowej części Nepalu w strefie Bagmati w dystrykcie Rasuwa. Według nepalskiego spisu powszechnego z 2001 roku liczył on 366 gospodarstw domowych i 1739 mieszkańców (839 kobiet i 900 mężczyzn).